# カワサキ・エストレヤ
エストレヤ（ESTRELLA）とは、川崎重工業モーターサイクル&エンジンカンパニー（現・カワサキモータース）が製造するオートバイ（普通自動二輪車）である。1992年から製造・販売され、日本国内においてはカワサキモータースジャパンが販売していた。2017年のFinal Editionをもって国内での販売を終了。以降は海外向けモデルの生産が継続されている。

## 概要
正式名称は、カタカナ表記で「エストレヤ」。アルファベット表記の「ESTRELLA」はスペイン語で「星」を意味する単語である。
外観はメグロやBSA等の往年の英国車のスタイルを彷彿させる懐古調のデザインであり、高速走行を楽しむというよりは走ることそのものを楽しむ車種とされる。
モーターサイクル市場においては、さまざまなカテゴリ、仕様、用途の車が開発され、販売されている。この様な状況の中で川崎重工業は“ベーシックで、気軽で、楽しいモーターサイクル”とはどのような車であるかを考えていた。 高性能、高出力を追いかけるのではなく、もっと気楽に、構えず、モーターサイクルのある生活をお洒落に楽しみたい。 自己表現の素材としてのモーターサイクル、いじって楽しめるモーターサイクル、ゆっくり走っても楽しいモーターサイクルとはどのようなものであるかを検討していた。そうした試行錯誤の末に行き着いたのがエストレヤだった。
搭載するエンジンは排気量249ccの空冷4ストロークSOHC2バルブ単気筒であり、シリンダーボア66mmにピストンストローク73mmというロングストロークの設定となっている。最高出力は15kW/20psであり、加速や最高速の絶対性能は高くないものの、単気筒エンジン独特の走りが味わえる。エンジンは年を追って細部を改良されており、1995年からはジェネレーターが強化され、伸びやすかったカムチェーンまわりも2000年頃を境に強化されている。また2000年からは、排出ガス規制への適応のために、二次エアによる排ガス浄化装置も追加されている。なお、同型エンジンは2002年に発売された同社の250TRにも採用されている。
1992年から2017年のFinal Editionをもって日本国内での販売が終了となったが、その期間は25年間販売されており、エストレヤはカワサキのバイクの車種では最長のロングセラーとなった。

## バリエーション一覧
当初は1車種のみの販売だったが、その後に仕様違いの車種が追加された。基本的な性能はほとんど変わらないが、主に装着されるシートの違いと前後ブレーキシステムの違いによって、いくつかの車種が存在した。一時期（1996年 - 1999年）は仕様違いの4車種を同時にラインナップしていたこともある。

### エストレヤ

#### 1992年モデル
エストレヤとして最初に登場した車種であり、1992年から1999年まで販売された。

シートには前後別体のサドルシートを採用し、前後ブレーキともに片押し1ピストン式ディスクブレーキを採用していた。吸気方式には当時一般的なキャブレターを採用し、1995年からは電気式キャブレターヒーターを追加装備するようになった。

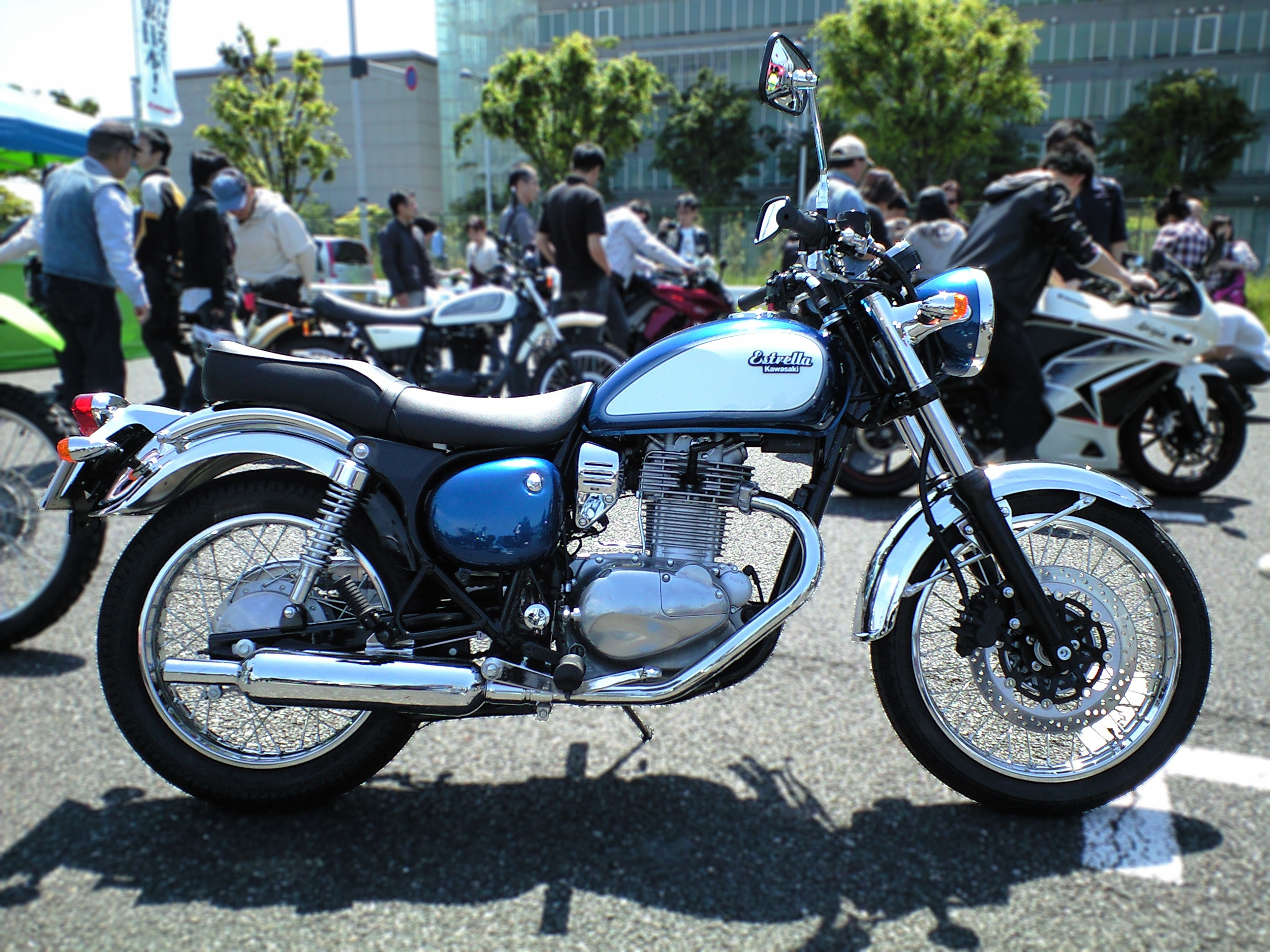
エストレヤ（2011年モデル）

#### 2007年モデル
2007年にフルモデルチェンジが行なわれ、それ以前のエストレヤRSとエストレヤカスタムという2本立てのラインナップから1車種へと統合された。
最大の変更点は、2006年モデルまでに採用されていたキャブレターからフューエルインジェクションへ変更した点であり、燃料供給方式の変更により排出ガス規制などへの適応をはかっている。その他の装備では、それまでスピードメーターのみから、タコメーターとの二連装に変更された。新採用のタコメーターは電気式であり、同時にスピードメーターも機械式から電気式へ変更されている。
過去のモデルにおいて各車種ごとの特徴的な差異となっていたシートとブレーキに関しては、前後一体のダブルシート（従来のエストレヤRS・RSカスタムとは形状が異なる物）を採用し、前輪が片押し2ピストン式キャリパー採用のディスクブレーキ、後輪がドラムブレーキという仕様となった。

#### 2014年モデル
2014年1月20日より発売されたモデルでは、エンジンの出力特性が見直され最高出力は13kW/18psとなったが低中速の回転域でのトルクを重視したセッティングとなり、外装や塗装なども変更される。また車体全体を黒く塗装したスペシャルエディションも同時発売される。2017年のFinal Editionをもって国内販売が終了された。

### エストレヤRS（1995年 - 2006年）
エストレヤとして2番目に登場した車種で、前後一体のダブルシートの外観に、前後ブレーキをディスクブレーキとした車種。1995年から2006年まで販売された。細部では、ハンドルバーとハンドルバークランプの形状が、エストレヤやエストレヤカスタムと異なる。
2000年以降は、ラインナップ中唯一の前後ディスクブレーキ仕様となった。
2002年にエストレヤ発売10周年を記念して、各部外装にクロームメッキを施す等した限定版が登場。その後も2006年まで毎年限定版が販売された。

### エストレヤカスタム（1996年 - 2006年）
前後別体のサドルシートの外観に、前後ブレーキをドラムブレーキとした車種（エストレヤをベースに前後ドラムブレーキを装備したモデル）。1996年から2006年まで販売された。2000年以降2006年までは、エストレヤRSとの2本立ての販売となった。
2002年にエストレヤ発売10周年を記念して、各部外装にクロームメッキを施す等した限定版が登場。ただし、エストレヤRSと違って限定版が販売されたのは2002年のみだった。

### エストレヤRSカスタム（1996年 - 1999年）
前後一体のダブルシートの外観に、前後ブレーキをドラムブレーキとした車種（エストレヤRSをベースに前後ドラムブレーキを装備したモデル）。1996年から1999年まで販売された。